# Plagiochila aloysii-sabaudiae
Plagiochila aloysii-sabaudiae là một loài rêu trong họ Plagiochilaceae. Loài này được Gola mô tả khoa học đầu tiên năm 1907.
Danh pháp khoa học của loài này chưa được làm sáng tỏ. 